# AJ Bell
AJ Bell plc ist ein britisches Unternehmen mit Sitz in Manchester. Es bietet Online-Investmentplattformen und Börsenmaklerdienste an und verfügt über 503.000 Kunden (Stand Mai 2025). Der Fokus liegt auf der Vereinfachung von Investitionsprozessen. Die Firma verfügt über Niederlassungen in Manchester, London und Bristol.

## Geschichte
Das Unternehmen wurde 1995 in Manchester von Andrew (Andy) James Bell und Nicholas Littlefair gegründet. Im November 2018 wurde der Börsengang durchgeführt, im Rahmen dessen das Unternehmen mit 675 Millionen Pfund bewertet wurde.

## Geschäftsbereiche
Zu den Produkten des Unternehmens gehören AJ Bell Dodl, AJ Bell Investcentre, AJ Bell und Touch.
AJ Bell: bietet Full-Service- und vereinfachte Plattformprodukte an. Seine Hauptprodukte sind selbst angelegte persönliche Renten (SIPPs), individuelle Sparkonten (Individual Savings Accounts, eine steuerprivilegierte Anlageform für im Vereinigten Königreich steuerlich Ansässige) und Handelskonten.
AJ Bell Dodle: eine kostengünstige Investment-App
AJ Bell Investcentre: bietet komplexe Produkte an, ist für Kunden aber nur über von der Financial Conduct Authority autorisierte Finanzberater erhältlich.
Touch: Bietet Anlagelösungen, die nur auf Smartphones bereitgestellt und verwaltet werden.
Das Unternehmen ist an der Londoner Börse gelistet und Teil des FTSE 250 Index.